# プリズム (バンド)
プリズム（PRISM）は、和田アキラ（ギター）と渡辺建（ベース）を中心に1975年に結成されたフュージョンバンドである。1977年にアルバム『PRISM』でデビュー、

## 来歴
1970年代の中盤に入る頃、プロ志向だったギタリスト、和田アキラのブッキング（演奏場所や参加メンバーの選定、マネージメント等）によるライブ・セッションから始まる。その都度、メンバーが変遷していきながらも、都内のアマチュア・ロック演奏のコミュニティで活動していた久米大作とカシオペアの活動と掛け持ちだった鈴木リカ徹などが頻繁に参加。また、既にセミプロで活動していた渡辺建と伊藤幸毅らが和田のスカウトにより加入しメンバーが固まっていく。
デビュー前のプリズムの音楽性は、当時の和田が趣向していたロック＆ブルース・ギタリストのカルロス・サンタナ率いるラテン・ロック・バンドのサンタナ、ジャズ・ピアニストのチック・コリア率いるエレクトリック・バンドのリターン・トゥ・フォーエヴァー、そのバンドのギタリストであるアル・ディ・メオラらのインスト音楽に影響を受けたもので、そこにセッション活動開始後の1975年、かねてから注目していたロック・ギタリスト、ジェフ・ベックの全曲インスト・アルバム『BLOW BY BLOW』が発表されるに至って決定的となった。
1975年、和田アキラ、渡辺建、久米大作、伊藤幸毅、鈴木リカ徹をオリジナルメンバーとして結成される。当時はまだプリズムというバンド名ではなく、毎回適当なバンド名を付けての活動であった。そして、1976年のデビューアルバムのレコーディング中にプロデューサー判断により、以前からプリズムのメンバーと面識があり、四人囃子を脱退したばかりの森園勝敏がレコーディングに参加し、そのままプリズムに加入。この6人がデビューアルバム発表時のメンバーとなった。なお、このレコーディングの最中にプロデューサーからプリズムとグループ名を名付けられた。
1977年にポリドール・レコードよりセルフタイトルのアルバム『PRISM』でデビューする。それまで上述したアーティストらのカバー演奏だったものが、デビューに合わせてメンバー作曲によるオリジナル曲路線に変更。高い演奏能力に加え、インストによるハードロックを基調にしながらも、ジャズ、エスニック、プログレッシブ・ロックを織り交ぜた、いままでにない楽曲群にも評価が集まった。
前年のエリック・クラプトンの日本公演の前座を務めて注目されるなどしてデビュー前から人気は高く、デビューアルバム『PRISM』の初版8,000枚は発売日に1時間で売り切れ、デビュー記念のホールコンサートは開場待ちの観客によって最寄り駅から長蛇の列が出来るなど伝説を残す。
ライブ活動を積極的に展開し、アルバムも一年ごとにコンスタントに出していくが、1978年のセカンドアルバム発表後に森園が脱退したのを皮切りに、フュージョン・ブーム真っ直中の1979年になると、和田と渡辺以外のデビュー以来のメンバーが相次いで脱退する事態が続き、バンドとしての活動が鈍くなりだす。このことにより新たな展開を迫られ、和田や渡辺はデビュー後のセッション活動で知り合うことになった佐山雅弘、青山純を順次メンバーに招いて、1980年より4ピースのバンドとして生まれ変わる。その後、佐山が脱退し、代わりにプリズム脱退後も活動を共にすることが多かった森園勝敏のバックバンドにいた中村哲が加入。1980年代前半はこのメンバーでの活動となり、メンバーの趣向も相まってアルバムを発表する度にプログレッシブ・ロック色が強くなっていった。これは当時ポップス色が強かった日本のフュージョン界において一際異彩を放つことになる。
1984年、メンバーの脱退やレコード会社との契約完了が重なり、バンド活動が休止状態に陥る。プリズムは再び和田と渡辺の二人になってしまったが、和田が参加していたバンド、KEEPの創設者であり、公私にわたって縁深かった深町純がサポートメンバーになることを表明して再開に向けて支援。そこに和田のソロプロジェクトに参加していた松浦義和、木村万作らがやはりサポートメンバーとして参加し、1985年よりレコード制作やライブ活動を再開していく。が、1987年にレコード会社との契約完了により、翌1988年に深町が離脱。また、松浦もこれと前後して離脱していった。
1988年より残ったサポートメンバーの木村万作を正式メンバーとして、和田、渡辺、木村による3ピースのバンド形態として活動をしていく。トリオ編成になることで即興性の高い演奏スタイルを確立すると共に
キーボードレスながらも、ギターシンセ、ベースシンセ、シーケンサーをも積極的に取り込んで豊かな音を紡ぎ出していった。積極的なライブ活動が実り、1990年よりレコード制作も再開。その地球環境をテーマにして連続リリースされたアルバム『MOTHER EARTH』、『REJUVENATION』、『A PERSONAL CHANGE』の3枚は環境3部作と呼ばれてファンに支持され、強烈な印象を放ったデビュー期のアルバムとともにプリズムを代表するものとなった。
2000年に渡辺建が脱退し、岡田治郎が加入。以後は和田、木村、岡田の3人を中心に活動。そこにサポートメンバーに新澤健一郎が入ることもある。また往年の元メンバーをゲストに迎えて、セルフカバーアルバム『PRESENT』シリーズの制作や同窓会ライブ「PRISM Homecoming」を開催するなど原点回帰的な活動も行っていた。
2000年からレコーディング、ライブ共にキーボードをサポートメンバーで対応したが、2010年頃からライブにゲスト参加したのを機に2013年10月に29年ぶりにキーボードの正式メンバーとして渡部チェルが新加入し、11月に新作『MODE:ODD』をリリースした。
2018年末に和田が病気で倒れて療養していることにより、以降は活動を休止。
2021年3月28日、和田が敗血症による多臓器不全にて逝去。
2022年7月12日、クラブチッタ川崎にて「PRISM presents 和田アキラ 追悼コンサート」開催。プリズムの現役メンバー及び、元メンバーの渡辺建、久米大作、森園勝敏、中村哲、そして和田を慕っていたプロギタリストの是永巧一、SUNAO、ISAO、養父貴、バイオリニストの壷井彰久らが参加。
残されたメンバーは和田の療養中から横浜の「LIVE CAFE STORMY MONDAY」を拠点にゲストを迎えてプリズムの楽曲を演奏するセッション「PROFESSIONALISMS」を主催し、現在でも活動を続けている。

### メンバーの変遷
| 年         | メンバー                                                                                          | 作品                                                                                      | 備考                                                  |
| ---------- | ------------------------------------------------------------------------------------------------- | ----------------------------------------------------------------------------------------- | ----------------------------------------------------- |
| 1975年～   | 和田アキラ（G）、森園勝敏（G）、渡辺建（B）、伊藤幸毅（K）、久米大作（K）、鈴木「リカ」徹（D）    | PRISM SECOND THOUGHT/SECOND MOVE 1977 Live at Sugino Kodo                                 |                                                       |
| 1978年頃～ | 和田アキラ（G）、渡辺建（B）、伊藤幸毅（K）、鈴木「リカ」徹（D）、佐藤康和（P・V）                | PRISM III                                                                                 |                                                       |
| 1979年頃～ | 和田アキラ（G）、渡辺建（B）、伊藤幸毅（K）、鈴木「リカ」徹（D）、佐藤康和（P・V）、佐山雅弘（K） | PRISM LIVE                                                                                |                                                       |
| 1980年頃～ | 和田アキラ（G）、渡辺建（B）、佐山雅弘（K）、青山純（D）                                          | SURPRISE                                                                                  |                                                       |
| 1981年頃～ | 和田アキラ（G）、渡辺建（B）、青山純（D）、中村哲（K）                                            | COMMUNITY ILLUSION LIVE ALIVE (absolutely) VISIONS ∞（永久機関）                          |                                                       |
| 1985年頃～ | 和田アキラ（G）、渡辺建（B）                                                                      | NOTHIN' UNUSUAL DREAMIN' LIVE ALIVE VOL.2 THE SILENCE OF THE MOTION                       | サポートメンバー 深町純、松浦義和（K）、木村万作（D） |
| 1990年頃～ | 和田アキラ（G）、渡辺建（B）、木村万作（D）                                                       | MOTHER EARTH REJUVENATION A PERSONAL CHANGE PRISM JAM UNCOVERED PRISMANIA WHITER          |                                                       |
| 2001年頃～ | 和田アキラ（G）、岡田治郎（B）、木村万作（D）                                                     | In The Last Resort PRESENT I PRESENT II 【mju:】 三位一体 blue... INVITE Place in the sky | サポートメンバー 新澤健一郎（K）                      |
| 2013年頃～ | 和田アキラ（G）、岡田治郎（B）、木村万作（D）、渡部チェル（K）                                    | MODE:ODD Celebrate What You See                                                           |                                                       |

## ディスコグラフィ
- PRISM（1977）
- SECOND THOUGHT/SECOND MOVE（1978）
- PRISM III（1979）
- PRISM LIVE（1979）
- SURPRISE（1980）
- COMMUNITY ILLUSION（1981）
- LIVE ALIVE（absolutely）（1981）
- VISIONS（1982）
- ∞（永久機関）（1983）
- NOTHIN'UNUSUAL（1985）
- DREAMIN'（1986）
  - マイルドセブンメンソール CFイメージソング「TAKE OFF」収録
  - レーシングTV～風に挑戦～　(テレビ東京)　OPテーマ曲「WALKIN' NASTY」収録
- LIVE ALIVE VOL.2（1987）
- THE SILENCE OF THE MOTION（1987）
  - CNNヘッドライン (テレビ朝日) テーマソング「COME ON」収録
- MOTHER EARTH（1990）
- REJUVENATION（1991）
- A PERSONAL CHANGE（1992）
- PRISM JAM（1995）
- UNCOVERED（1995）
- PRISMANIA（1997）
- WHITER（1997）
- In The Last Resort（2001）
- PRESENT I（2003）
- PRESENT II（2003）
- 【mju:】（2003）
- 1977 Live at Sugino Kodo（2004）
- Homecoming 2004（2004）
- 三位一体（2005）
- blue...（2007）
- INVITE（2009）
- Place in the sky（2011）
- MODE:ODD（2013）
- Celebrate（2017）
- What You See（2017）